# کرینک
|  | این صفحه در حال حاضر در حال ادغام‌شدن است. پس از ، اجماع برای ادغام این صفحه در [[محور آشوب]] حاصل شد. شما می‌توانید با دنبال‌کردن راهنمایی‌ها و مراحل درج‌شده در ویکی‌پدیا:ادغام صفحه‌ها و تصمیم اتخاذشده در بحث، این ادغام را انجام دهید. |

کرینک (به انگلیسی: CRINK) مخفف کشورهای اقتدارگرای چین، روسیه، ایران و کره شمالی است. این اصطلاح برای انجمن امنیت بین‌المللی هالیفاکس در سال ۲۰۲۳ توسط رئیس آن پیتر ون پراگ ابداع شد.
کشورهای کرینک با منابع اقتصادی، نظامی و دیپلماتیک از یکدیگر حمایت می‌کنند. به‌طور جمعی و جداگانه، این کشورها در سطح جهانی به دلیل رهبری اقتدارگرایانه، مخالفت با غرب و مشارکت در درگیری‌های نظامی شناخته شده‌اند. کرینک‌ها هیچ اتحاد رسمی ندارند، اما با منافع مشترک تحت شعار «دشمن دشمن من دوست من است» متحد شده‌اند.

## ریشه
در انجمن امنیت بین‌المللی هالیفاکس در سال ۲۰۲۳ در ۱۷ نوامبر ۲۰۲۳، ون پراگ این اصطلاح را در طی سخنان افتتاحیه‌اش معرفی کرد:
انزوای روسیه از جامعه بین‌المللی، دیگر اقتدارگرایان را به کمک پوتین رساند. اکنون چین و روسیه و ایران و کره شمالی، که ما آنها را کرینک می‌نامیم، برای نابودی نظم جهانی کار می‌کنند.
یکی از جلسات عمومی انجمن با عنوان «پیروزی در اوکراین مساوی با پیام به کرینک هاست» و دیگری «تا وقتی اعضای کرینک هستند، به بریکس اهمیت ندهید».

## استفاده
پس از انجمن ۲۰۲۳، اصطلاح کرینک و معرفی آن در طول رویداد توسط رسانه‌های بین‌المللی انتخاب شد. به گفته پولیتیکو، طیف وسیعی از نگرانی‌های مرتبط با کرینک توسط شرکت‌کنندگان تالار به اشتراک گذاشته شد و موضوع اصلی در سراسر رویداد باقی ماند.
از کشورهای کرینک اغلب به عنوان " محور شرارت " مستبد جدید یاد می‌شود، نسخه‌ای از همان عبارتی که بوش در سال ۲۰۰۲ که به ایران، عراق و کره شمالی اشاره کرد.
این اصطلاح به‌طور گسترده در بحث در مورد افزایش احساسات ضد غربی استفاده می‌شود.
همچنین در گزارش حمله روسیه به اوکراین و بحران خاورمیانه به آن اشاره شده است.